# 古島宮次郎
古島 宮次郎（こじま みやじろう、1876年5月15日 - 1946年1月19日）は、日本の政治家。衆議院議員（1期）。

## 経歴
東京都出身。1896年、東京築地工手学校卒。渡米し、サクラメントにおいて建築学を研究する。その後帰国し、土木建築請負業に従事する。深川区会議員、東京市会議員、市政調査会長となる。
1930年の第17回衆議院議員総選挙において東京4区から立憲民政党公認で立候補してトップ当選し、衆議院議員を1期務めた。1932年の第18回衆議院議員総選挙で落選した。1946年死去。